# Massacro di Koriukivka
Il massacro di Koriukivka fu un crimine di guerra contro 6700 residenti di Koriukivka, un villaggio della Repubblica Socialista Sovietica Ucraina, l'1-2 marzo 1943 dalle forze di occupazione della Germania nazista, nello specifico dalle SS (Schutzstaffel) e dall'esercito reale ungherese. 1290 case a Koriukivka furono bruciate e sopravvissero solo dieci edifici in mattoni e una chiesa. I residenti delle località vicine vennero intimiditi e si rifiutarono di aiutare i residenti di Koriukivka. Il 9 marzo i tedeschi tornarono a Koriukivka e bruciarono vivi alcuni anziani che erano tornati al villaggio dopo essere fuggiti pensando che fosse al sicuro.
Secondo le prove forensi, le morti sono state provocate in particolare da colpi di armi automatiche ma anche con oggetti contundenti e ustioni. Alcune persone sono state bruciate vive. L'omicidio di massa è stato commesso come punizione per le attività partigiane sovietiche guidate da Aleksej Fëdorov. Koriukivka fu liberata dalle truppe sovietiche il 19 marzo 1943. Nello stesso anno è stato compilato un rapporto sul numero delle vittime e dei danni inflitti. Il massacro di Koriukivka divenne la più grande operazione punitiva tedesca contro i civili nella seconda guerra mondiale.

## Contesto
Durante l'occupazione tedesca, il villaggio di Koriukivka era un centro della guerriglia partigiana sovietica nell'Oblast' di Černihiv. Nella notte del 27 febbraio 1943, i partigiani di Aleksej Fëdorov, avendo appreso che i figli dei comandanti di un'unità partigiana sovietica erano imprigionati nella prigione di Koriukivka, attaccarono la guarnigione dell'Asse locale, composta principalmente da ungheresi. Durante quel raid, 78 soldati dell'Asse furono uccisi e otto catturati. Diverse persone sono state rilasciate dalla prigione e alcuni edifici sono stati fatti saltare in aria. I partigiani avevano avvertito gli abitanti di Koriukivka di una possibile punizione tedesca, ma il giorno dopo l'incursione partigiana l'uscita fu bloccata. Tuttavia, quel giorno almeno una donna con tre bambini è riuscita a fuggire da Koriukivka.

## Il massacro
La mattina del 1 marzo 1943 un'unità delle SS giunse a Koriukivka da Snovs'k. Koriukivka è stata sigillata. Inizialmente, i tedeschi hanno cercato di raggruppare tutti i residenti nel centro del villaggio. Quando alcuni residenti, prevedendo le prossime uccisioni, tentarono di scappare, i tedeschi iniziarono ad entrare in tutte le case, abbattendo ogni occupante. Coloro che erano accalcati nel centro del villaggio sono stati abbattuti negli edifici più grandi del villaggio, il ristorante e il teatro. Nel ristorante sono state uccise circa 500 persone. Cinque di loro sono riusciti a sopravvivere. È stato emesso un ordine per uccidere tutti i residenti di Koriukivka che erano fuggiti negli insediamenti vicini.
Secondo lo storico Dmytro Vedeneyev, il massacro è stato commesso dalle SS e dalla polizia ausiliaria collaborazionista. Il numero degli autori del massacro è stimato tra 300 e 500. 5612 vittime del massacro rimangono non identificate.